# سندان (سلطنة عمان)
سندان الصناعية هي منطقة صناعية وتجارية تقع في مسقط الكبرى خصصتها حكومة سلطنة عمان للاستخدام الصناعي الخفيف، وهي في عالم الاقتصاد "مدينةٌ صناعية" أو "مجمعُ أعمال"، حيث يستثمرُ عددٌ من الشركات الصغيرة والمتوسطة.
بدأ العمل في بناء سندان عام 2016 م لتُفتتح رسميًا برعاية  وزير التجارة والصناعة وترويج الصناعة عام 2020 م كأول مشروع  يدشن في عهد هيثم بن طارق آل سعيد بمساحةٍ إجماليةٍ تقدر بمائتين وخمسين ألفَ كيلومتر مربع ( 250 ألفًا ).

## موقع سندان
تقع سندان في مسقط الكبرى من حيث التقسيمُ الاقتصادي والإداري، مما يجعلها جزءً رئيسًا في محركِ التنمية الاقتصادية للعاصمة مسقط حيث تتوسط سندان شارعي مسقط والباطنة السريعين، إضافةً إلى إحاطتها بثلاثة شوارع رئيسة من ثلاثِ جهات، تنبثقُ عنها عشرةُ مداخل ومخارج إلى سندان.

## أقسام سندان

### القسم التجاري
ويضمُ الوحداتِ التجارية ذي الاهتمامات المختلفة، كالوحدات المتعلقة بالسيارات من معارض، وورش إصلاح،  ومحلات التنظيف والتزيين، ومنافذ قطع الغيار المختلفة، وغيرها.
( صورة )
ومنها وحداتُ البناء ومتعلقاتِه، كالمناجر ومعامل المعادن، ومعارضِ الأثاث من الكراسي والطاولات والكرافي والخزنات ( الكبت )، والموادِ الكهربائية كالغسالات والثلاجات والمكيفات، والمواد الصحية كمرافق المنازل ودورات المياه من أرضيات وأصباغٍ ومحلاتِ الديكورات، وغيرها.
ومنها وحداتُ الأعمالِ والمال، كالدوائر المختلفة، ومنافذ البنوك، ومكاتب الصرافةِ وتحويل الأموال، ومكاتب السفر والسياحة، وغيرها.
ومنها الوحداتُ الترفيهية كالمطاعم والمقاهي، وردهات المخابز، ومساحات العروض المتنوعة كعروض السيارات والمسرحيات والمسابقات، وغيرها.

### القسم السكني
ويشملُ الإنشاءاتِ السكنيةَ المتعددة بمختلف سبل الانتفاع بها من
بيع أو استئجار، كالشقق المتنوعة حجمًا وكيفًا، والغرف العمالية، وغيرها.

### قسمالمرافق العامةوالخدمات
يوجد في سندان عدد من المرافق الدينية والمجتمعية، إذ تشرفت بإقامة مسجد وتهيئته، إضافةً إلى تشييد قاعة متعددة الاستعمالات، ومراكز تسوق رحبة، ومحطة وقود، وغيرها من الخدمات المجتمعية.

## البنية التحتية
يتوسط سندان َ شارع رئيس يخدم الجهتين اليمنى واليسرى منها عبر الشوارع متفرعة عنه، إضافةً إلى أربعة شوارع متوازية ومتقابلة تخدم تصميم سندان المستطيل. يفصل الشارعَ الرئيس على وسط سندان دوارٌ واسع يؤدي إلى الأقسام والزقاقِ المختلفة عبر الطرق الفرعية. وتُقام كثيرًا من فعاليات سندان الشبابية على مقربة منه. ويوجد في سندان مواقف ومحطاتٌ لركن السيارات لمدة طويلة أو قصيرة.
تعتبر سندان أرضًا منخفضة نسبيًا مما يمثل عاملًا رئيسًا لتجمع مياه الأمطار وقطع الشوارع، وهو ما يفسر أهميةَ إقامة شبكة صرف صحي جيدة التصريف. تتوزع في سندان الإضاءةُ الليلية على جانبي الشوارع والمواقف والأقسام المختلفة.
تعاقدت سندان مع الشركة العُمانية القطرية للاتصالات (Ooredoo)؛ من خلال إنشاء فرع خاص بها في منطقة البوليفارد في مدينة سندان.

## احتضان الفعاليات الشبابية
احتضنت سندان جمعًا من الفعاليات الشبابية لتكون متنفسًا لطاقاتِهم وصرحًا لإبداعاتهم، منها:
- مهرجان سندان لمسرح الشارع، وقد أقيم بالتعاون مع فرقة مسرح الدن للثقافة والفن، بمشاركة نحو عشرين عرضًا مسرحيًا ، وأشارت قناةُ الجزيرة الإعلامية إلى تعدادِه «أول مهرجان مستقل لمسرح الشارع في سلطنة عُمان، ويهدف إلى تعزيز التعاون الثقافي وإتاحة الفرصة للشباب لإظهار إبداعاتهم وقدراتهم الفنية».[3]
- فعالية الباك فاير المشهورة في مدينة سندان
- فعالية كار شو ( عرض السيارات الفاخرة )
- معرضا السيارات والدراجات المزمعان بالتعاون مع الجمعية العمانية للسيارات.
- معرض السيارات الكلاسيكية والعتيقة والنادرة المقام بالتعاون مع الجمعية العمانية للسيارات
- معرض عالم الطيور، بالتعاونِ مع شركة الساحل الشرقي لتنظيم المعارض وفريق ( بطيورنا نرسم البسمة )، وأقيم بحضور صاحبة السُّمو السَّيدة حجيجة بنت جيفر آل سعيد رئيسة جمعية الأطفال ذوي الإعاقة.[4]
- فعالية رالي عمان.[5]
- جلسة حوارية، بالتعاون مع مناظرات عمان، وأقيم تحت رعاية الدكتورناصر بن راشد المعولي وكيل وزارة الاقتصاد.[6]

تضم سندان مركزاً خاصًا للمناظرات باسم "مركز مناظرات عمان".

## خدمات سندان للاستثمار
تشير بعضُ المواقع إلى بعض خدمات سندان للشركات الصغيرة والمتوسطة ، ومنها:
- التنسيقُ مع الجهات الحكومية والخاصة في دعم الشركات العمانية الناشئة، مثل صندوق الرفد وغيره.
- التسويق والدعايا.
- توفير الغرف العمالية المجاورة لوحدات العمل في سندان، مما يوفر جهد النقل.[8]
- إمكانيةُ التملك الحر للوحدات المختلفة، مما يتيح للمستثمر الانتفاع الحر بالمتمَلّك.[9]